# (101955) Bennu
(101955) Bennu ist ein Asteroid des Apollo-Typs, der am 11. September 1999 im Rahmen des LINEAR-Projekts entdeckt wurde und zunächst die Bezeichnung 1999 RQ36 erhielt. Der potenziell gefährliche Asteroid wurde vom Arecibo-Observatorium und wird weiterhin vom Goldstone Deep Space Communications Complex umfassend beobachtet.

## Physikalische Eigenschaften
Der mittlere Durchmesser beträgt etwa 492 Meter.
Man beobachtete den Asteroiden von 1999 bis 2011, um präzise Angaben machen zu können, um eine genauere Vorstellung von der Beschaffenheit und Struktur zu erhalten und um die Auswirkungen des Jarkowski-Effekts auf die Bahn besser abschätzen zu können. So konnte eine Dichte von 0,97 t/m³ bei einer Masse von 62 Millionen Tonnen durch die gemessene Bahnabweichung von 160 km bestimmt werden.

### Umlaufbahn
Bennu umrundet die Sonne innerhalb von 437 Tagen in einem Abstand von 0,9 AE bis 1,35 AE, kreuzt also die Umlaufbahn der Erde und nähert sich der Umlaufbahn des Mars an. Der kleinste Abstand des Asteroiden zur Erde (Earth MOID) beträgt 469.737,31 km.

## Aufbau

Nahaufnahmen des Asteroiden Bennu
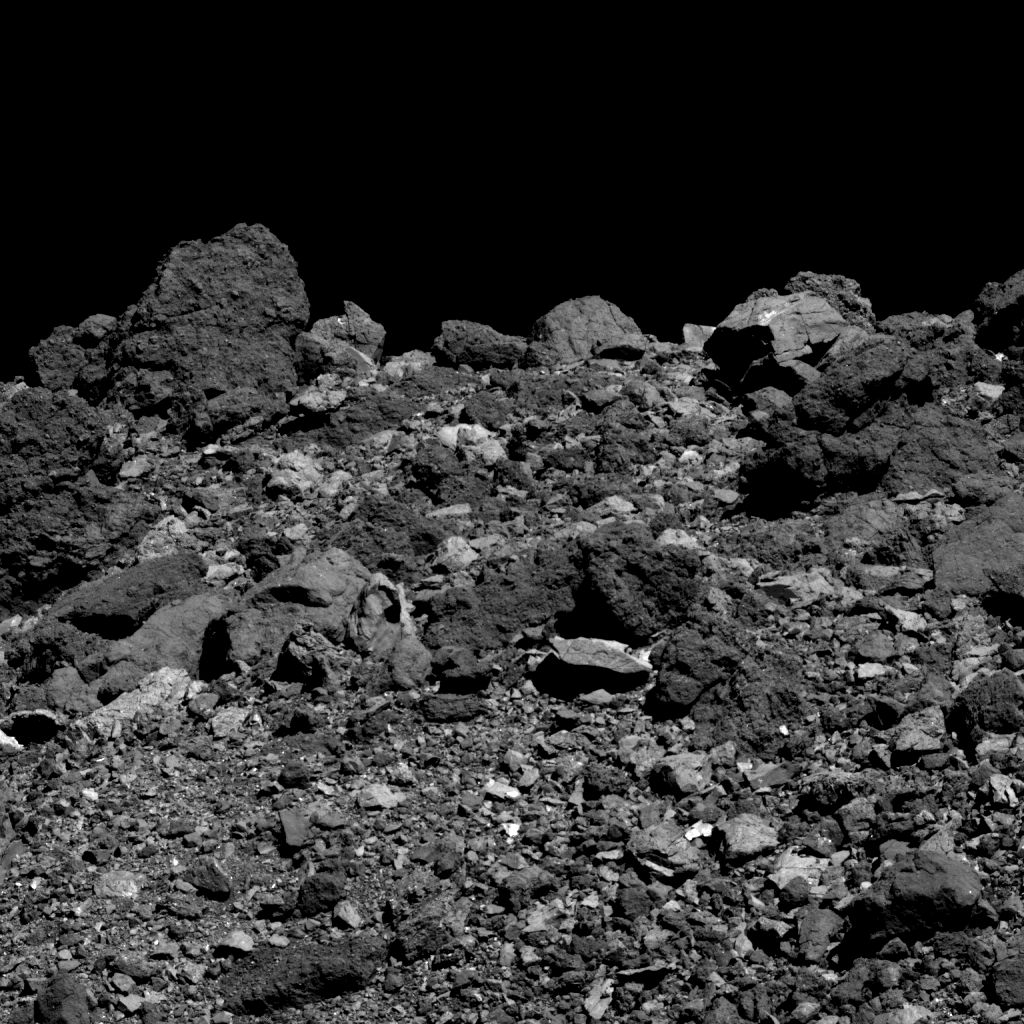
Blick auf Bennus Äquator und die nördliche Hemisphäre aus einer Entfernung von 3,6 km, 28. März 2019.
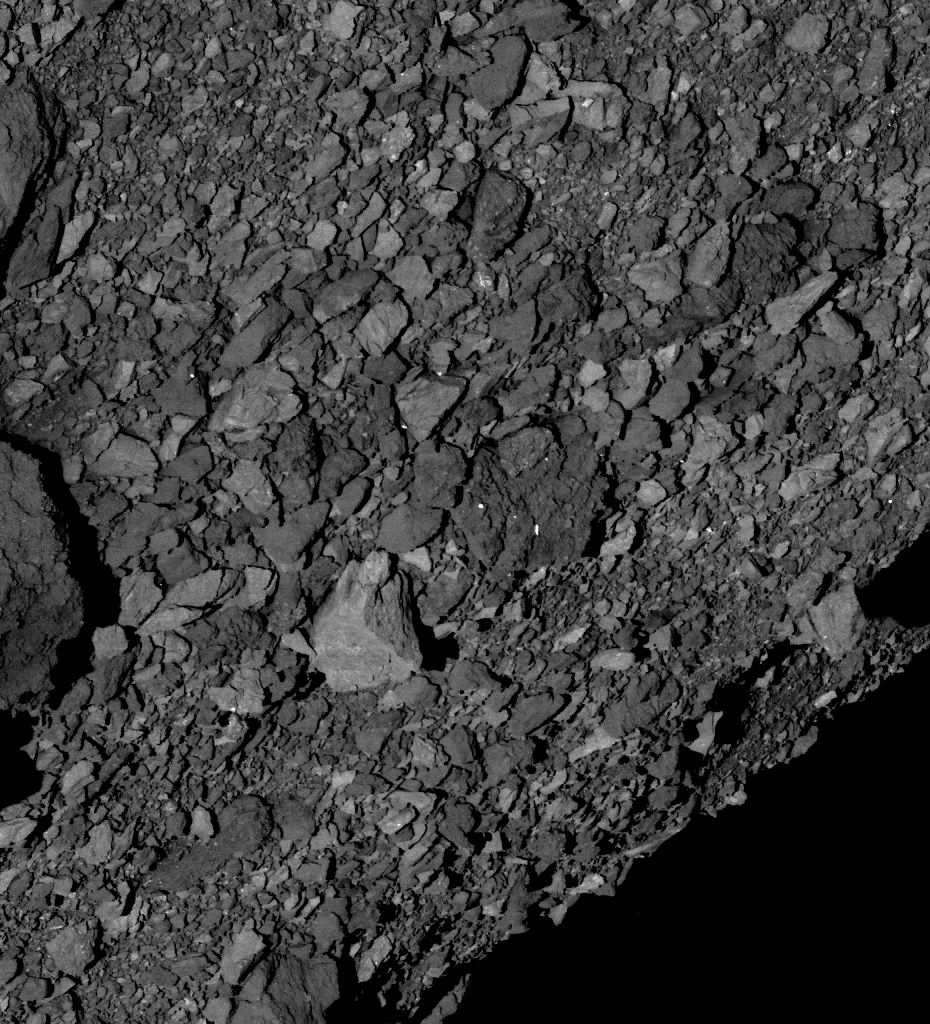
Detailaufnahme in der südlichen Hemisphäre vom 7. März 2019. Der Felsen in der unteren Bildmitte hat eine Größe von etwa 7,4 Metern.
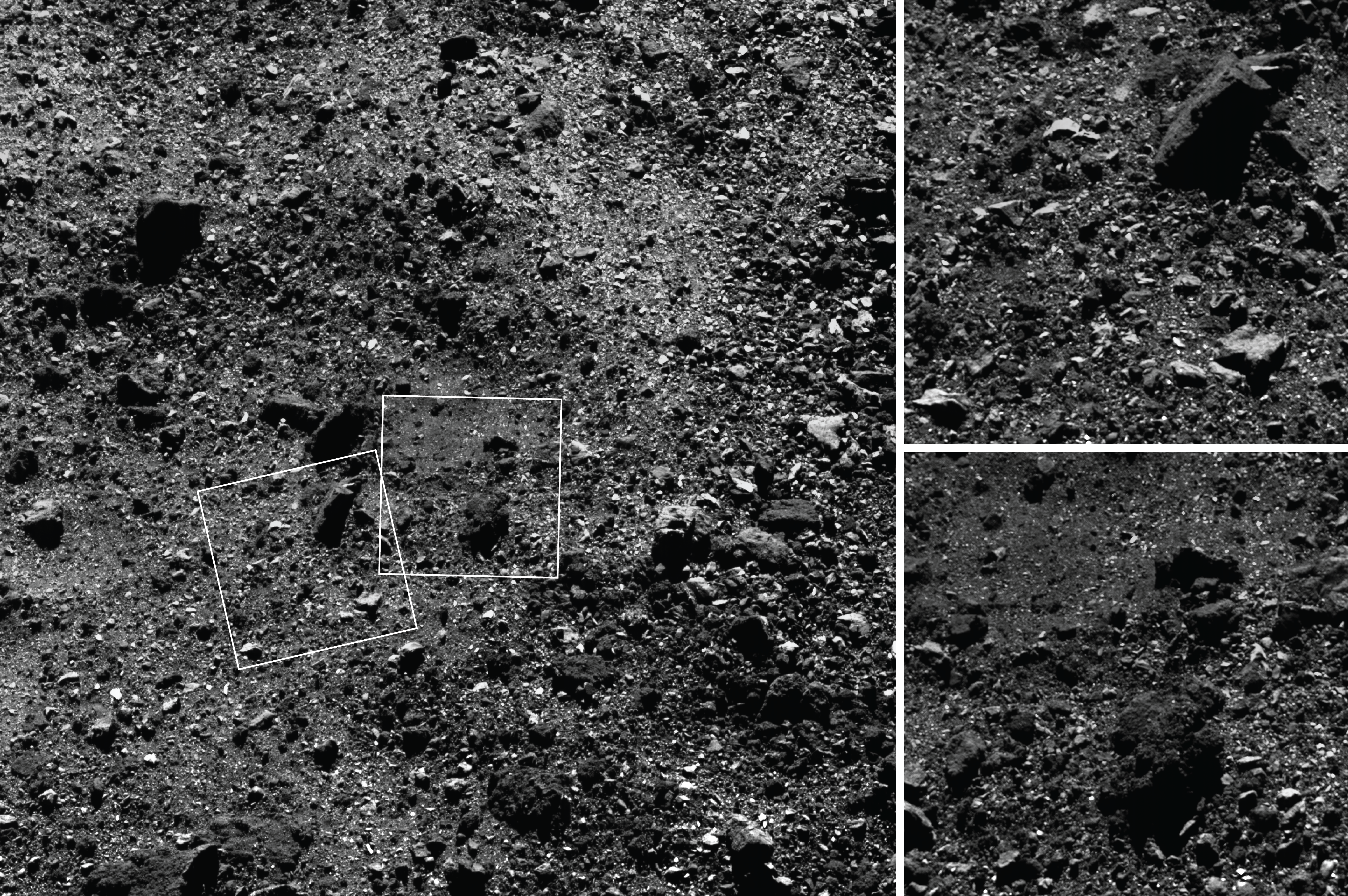
Links ist eine 180 Meter große Fläche auf der Nördlichen Hemisphäre zu sehen. In den Detailaufnahmen (rechts) ist oben ein 15 Meter großer Felsen und unten ein Regolith-„Teich“ zu sehen (Aufnahmen vom 25. Februar 2019).

## Mögliche Kollision mit der Erde
Andrea Milani berechnete 2009 im Rahmen einer Studie eine Serie von möglichen Zusammenstößen mit der Erde im Zeitraum von 2169 bis 2199. Die Wahrscheinlichkeit eines Einschlags hängt von den bisher nur unzureichend bekannten physikalischen Eigenschaften des Asteroiden ab, liegt jedoch unter 0,07 %.
Im Jahr 2016 wurde prognostiziert, dass Bennu im Jahr 2135 bei seinem Vorbeiflug der Erde näher kommen wird als der Erdmond. Dieser Vorbeiflug könnte Bennus weitere Flugbahn so verändern, dass er im späteren Verlauf desselben Jahrhunderts mit der Erde kollidiert. Das Überwachungssystem für erdnahe Objekte Sentry listet auf seiner Kollisions-Risikoliste 78 mögliche Einschlagsszenarien von Bennu zwischen den Jahren 2175 und 2199, wobei eine Gesamtwahrscheinlichkeit von 0,037 % angegeben wird.
Im Jahr 2021 wurde anhand von Ergebnissen der OSIRIS-REx-Mission die Wahrscheinlichkeit für einen Einschlag bis zum Jahr 2300 mit 0,057 % (1:1750) abgeschätzt und die Wahrscheinlichkeit eines Einschlags im September 2182 mit 0,037 % (1:2700).
Bei einer wenn auch unwahrscheinlichen Kollision würde eine Energie von circa 5,556 Gigatonnen TNT-Äquivalent freigesetzt.

## Erforschung

### Erforschung von der Erde aus
Nach der Entdeckung des Asteroiden 1999 gab es drei gute Gelegenheiten, den Asteroiden zu vermessen, da die Helligkeit mit V = 14,4 mag (1999 bis 2000), 16,1 mag (2005 bis 2006) und 19,9 mag (2011 bis 2012) besonders hoch war.

### Mission OSIRIS-REx

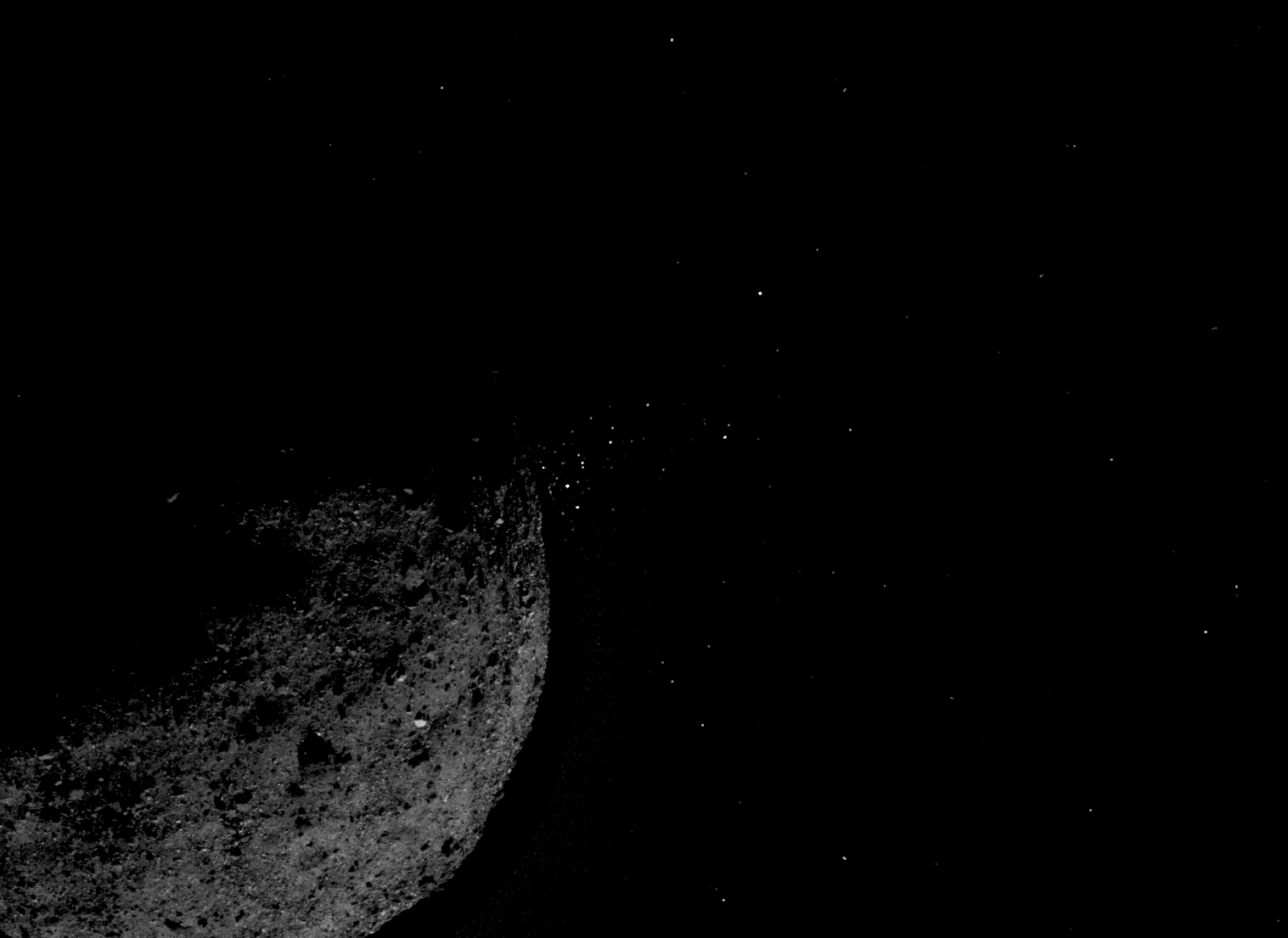
Partikel verlassen Oberfläche von Bennu, 19. Januar 2019

Am 25. Mai 2011 gab die NASA bekannt, dass sie im Rahmen der Mission OSIRIS-REx zu 1999 RQ36 fliegen wird.
Starttermin war der 8. September 2016, am 24. September 2023 landeten die gesammelten Bodenproben auf der Erde.

### Teilchenausstoß
Als überraschendes Zwischenergebnis der Mission wurde Anfang 2019 bekannt, dass Bennu Masse verliert. In mehreren Schüben strömten bis zu 10 cm große Teilchen, manchmal mehrere hundert gleichzeitig, vom Asteroiden weg; leichtere fielen wieder auf ihn zurück. Geschwindigkeit und Ursprung der Ausbrüche konnten präzise gemessen werden. Mit diesen Daten werden (Dezember 2019) verschiedene Theorien für die Ursachen geprüft, z. B. innere Spannungen, Rotationskräfte, Meteoriteneinschläge, Wirkungen von Eisbildung oder -schmelze oder Effekte der Temperaturunterschiede durch unterschiedliche Sonneneinstrahlung auf den rotierenden Körper. Im Januar und Februar 2019 verlor Bennu zirka ein Kilogramm seiner Materie.

### Entnahme der Bodenproben
Die Entnahme von Bodenproben erfolgte während eines wenige Sekunden dauernden Aufsetzens des Roboterarms am 20. Oktober 2020. Am 10. Mai 2021 begann die Rückreise zur Erde. Technik und Aufbau der Kapsel, die mit geschätzten 250 Gramm Material am 24. September 2023 auf der Utah Test and Training Range in der Großen Salzwüste, USA, gelandet ist, entsprechen denen der Raumsonde Stardust, die im Januar 2006 aus der Koma des Kometen 81P/Wild 2 Partikelproben zur Erde gebracht hatte.
Am 18. Juli 2024 war zu lesen, dass der Fund von Magnesium-Natrium-Phosphat in der Gesteinsprobe laut NASA auf eine wässrige Vergangenheit von Bennu hinweist.
In den Proben wurden komplexe organische Moleküle gefunden, darunter 14 der 20 auf der Erde vorkommenden Aminosäuren, die als Bausteine des Lebens gelten.

## Name
Nachdem bei einem Wettbewerb der NASA Namensvorschläge von über 8000 Schülern eingegangen waren, wurde am 1. Mai 2013 der offizielle Eigenname Bennu für den Asteroiden bekanntgegeben. Bennu ist der englische Name für den altägyptischen Totengott Benu.